# 麗塔·莫瑞諾
麗塔·莫瑞諾（英語：Rita Moreno，1931年12月11日—），波多黎各演員、舞者和歌手，曾獲得奧斯卡最佳女配角獎。
莫瑞诺的职业生涯跨度达80年，她是少数获得美国娱乐界全部四大年度奖项的艺人之一，即奥斯卡奖、艾美奖、格莱美奖和托尼奖。她也是获得过被称为表演奖大满贯的24个艺人之一，即以个人身份角逐奥斯卡、艾美奖和托尼奖。她与海伦·海丝是获得过此殊荣的两个人。丽塔·莫瑞诺获奖无数，包括若干终身成就奖和总统自由勋章，后者是美国公民的最高荣誉。

## 影視作品

### 電影
- 1952年 《萬花嬉春》
- 1956年 《國王與我》
- 1961年 《夢斷城西》
- 2021年 《西城故事》
- 2022年 《我爸爸的小飞龙》（配音）
- 2023年 《玩命關頭X》
- 2023年 《變身沃買尬》

### 電視
- 《监狱风云》
- One day at time 《踏實新人生》

## 外部鏈結
- 互聯網百老匯資料庫（IBDB）上麗塔·莫瑞諾的資料（英文）
- 互联网外百老汇数据库（IOBDB）上麗塔·莫瑞諾的資料（英文）
- 麗塔·莫瑞諾在互联网电影资料库（IMDb）上的資料（英文）